# Photo-épilation
 (août 2013).
Si vous disposez d'ouvrages ou d'articles de référence ou si vous connaissez des sites web de qualité traitant du thème abordé ici, merci de compléter l'article en donnant les références utiles à sa vérifiabilité et en les liant à la section « Notes et références ».
La photo-épilation est une technique d'épilation durable, qui est parfois considérée à tort comme une technique d'épilation définitive ou permanente. En effet, il est difficile de pouvoir garantir une non repousse de poils après une série de photo-épilations. Des facteurs génétiques, hormonaux ou d'âge peuvent en effet induire des repousses sur certaines zones limitées du corps.
Il existe deux méthodes de photo-épilation : l'épilation laser, pratiquée en France exclusivement par des médecins et l'épilation à la lumière pulsée, pratiquée par des médecins et dans des instituts de beauté. De petits épilateurs à lumière pulsée sont aussi vendus dans le commerce depuis le milieu des années 2000.